# Корсаков, Дмитрий Александрович
Дми́трий Алекса́ндрович Ко́рсаков (10 [22] июля 1843, Москва, Российская империя — 26 мая 1919, Казань РСФСР) — русский историк, доктор русской истории, профессор Казанского университета.

## Биография
Родился в дворянской семье. Племянник известного русского ученого К. Д. Кавелина, который оказал на него большое влияние. Детство провёл в сельце Арышхазде. С 1856 жил в Казани.
Окончил историко-филологический факультет Казанского университета с золотой медалью в 1864 году. В 1872 году защитил магистерскую диссертацию на тему «Меря и Ростовское княжество». Этот труд, обнаруживающий детальную разработку вопроса и выдающуюся эрудицию автора, был встречен научной критикой весьма благосклонно, хотя в то же время она находила недоказанной одну из важнейших мыслей исследования — о самостоятельности ростовского вече, которую последнее проявило на самом деле лишь однажды — после смерти Андрея Боголюбского по вопросу о главенстве земли, издавна тянувшей к Ростову.
В 1880 году Корсаков защитил докторскую диссертацию по теме «Воцарение Анны Иоанновны». С 1881 Д. А. Корсаков был профессором истории Казанского университета, где под его редакцией выходили университетские «Записки».
Кроме того, Д. А. Корсаков напечатал работы «Ссылка князя В. Л. Долгорукого в село Знаменское» (М., 1881); «Об историческом значении поступательного движения великорусского племени на Восток» (Казань, 1889); «Из жизни русских деятелей XVIII века» (СПб., 1891) и ряд статей в «Историческом вестнике».
Редактировал вместе с профессором Л.З. Слонимским издание полного собрания сочинений К.Д. Кавелина, законченное в 1900 году. Один из авторов Русского биографического словаря (1900—1916).
В 1900—1905 годах Д. А. Корсаков являлся деканом историко-филологического факультета Казанского университета.
В 1912 вышел в отставку.
Был депутатом Дворянского собрания, уездным земским гласным.

## Семья
- отец — Александр Львович Корсаков (1794—1873), генерал-майор артиллерии
- жена (с 1879) — Варвара Дмитриевна Корсакова (1858—1930), дочь Д. Д. Благово, помогала мужу в научных занятиях, после его смерти работала в библиотеке в Казани, умерла в Москве
- дочь Софья умерла в возрасте девяти лет
- сын — Константин Дмитриевич Корсаков (1883—1942), учёный секретарь секции сельскохозяйственной промышленности научно-технического управления ВСНХ СССР, неоднократно репрессирован: в 1927—1929 в ссылке в Нижнем Новгороде, в 1931—1935 в заключении, в 1935—1941 в ссылке в Караганде, с 1941 в лагере, умер в тюремной больнице

## Звания Д. А. Корсакова
- 1871 — действительный член Общества естествоиспытателей при Казанском университете
- 1883 — действительный статский советник
- 1888 — действительный член Казанского экономического общества
- 1897 — заслуженный профессор кафедры русской истории Казанского университета
- 1903 — почётный член Общества археологии, истории и этнографии при Казанском университете
- 1905 — член-корреспондент Петербургской Академии наук

## Память
- В 2007 году имя Д.А. Корсакова было присвоено ежегодному конкурсу «Учитель года», проводимому на историческом факультета Казанского государственного университета.

### Статьи в журналах
- Граф Миних и его Записки. (Посвящается памяти М. И. Семевскому) // Исторический вестник, 1893. — Т. 53. — № 8. — С. 431—445.
- Княгиня Наталья Борисовна Долгорукая Архивная копия от 27 декабря 2013 на Wayback Machine // Исторический вестник, 1886. — Т. 23. — № 2. — С. 263—282.
- Князь С. Г. Долгорукий и его семья в ссылке. (Их жизнь в Раненбурге с 1730 по 1735 г.). Исторический очерк по неизданным документам. // Исторический вестник, 1880. — Т. 1. — № 3. — С. 457—472.
- К. Д. Кавелин. Материалы для биографии. Из семейной переписки и воспоминаний // Вестник Европы. 1886, № 1-8, 10,11; 1887, № 4-5; 1888, № 5.
- Праздник в честь А. Д. Балашева, бывший в Рязани 13-го июля 1823 года // Исторический вестник, 1888. — Т. 33. — № 8. — С. 364—373.
- Сторонники воцарения Екатерины II. (1757—1762 гг.) // Исторический вестник, 1884. — Т. 15. — № 2 — С. 424—437.